# 浄土寺 (松山市)
浄土寺（じょうどじ）は、愛媛県松山市にある真言宗豊山派の寺院。山号は西林山（さいりんざん）、三蔵院（さんぞういん）と号す。本尊は釈迦如来。四国八十八箇所第四十九番札所。伊予十三仏霊場第2番札所。
- 本尊真言：のうまくさんまんだ ぼだなん ばく
- ご詠歌：十悪（じゅうあく）のわが身を棄てずそのままに　浄土の寺へまいりこそすれ
- 納経印：本尊、奥之院地蔵尊

## 沿革

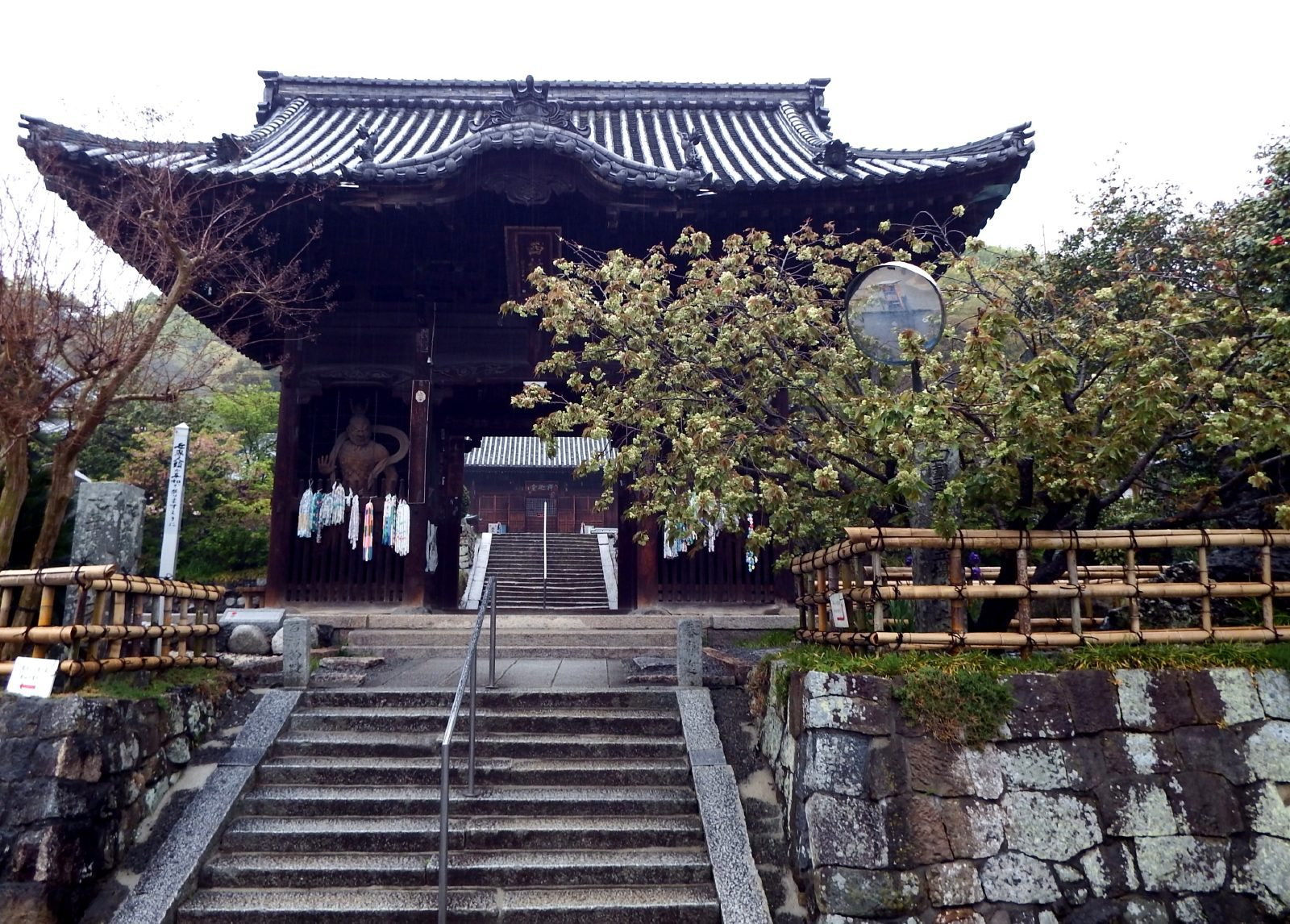
山門前に咲く御衣黄桜

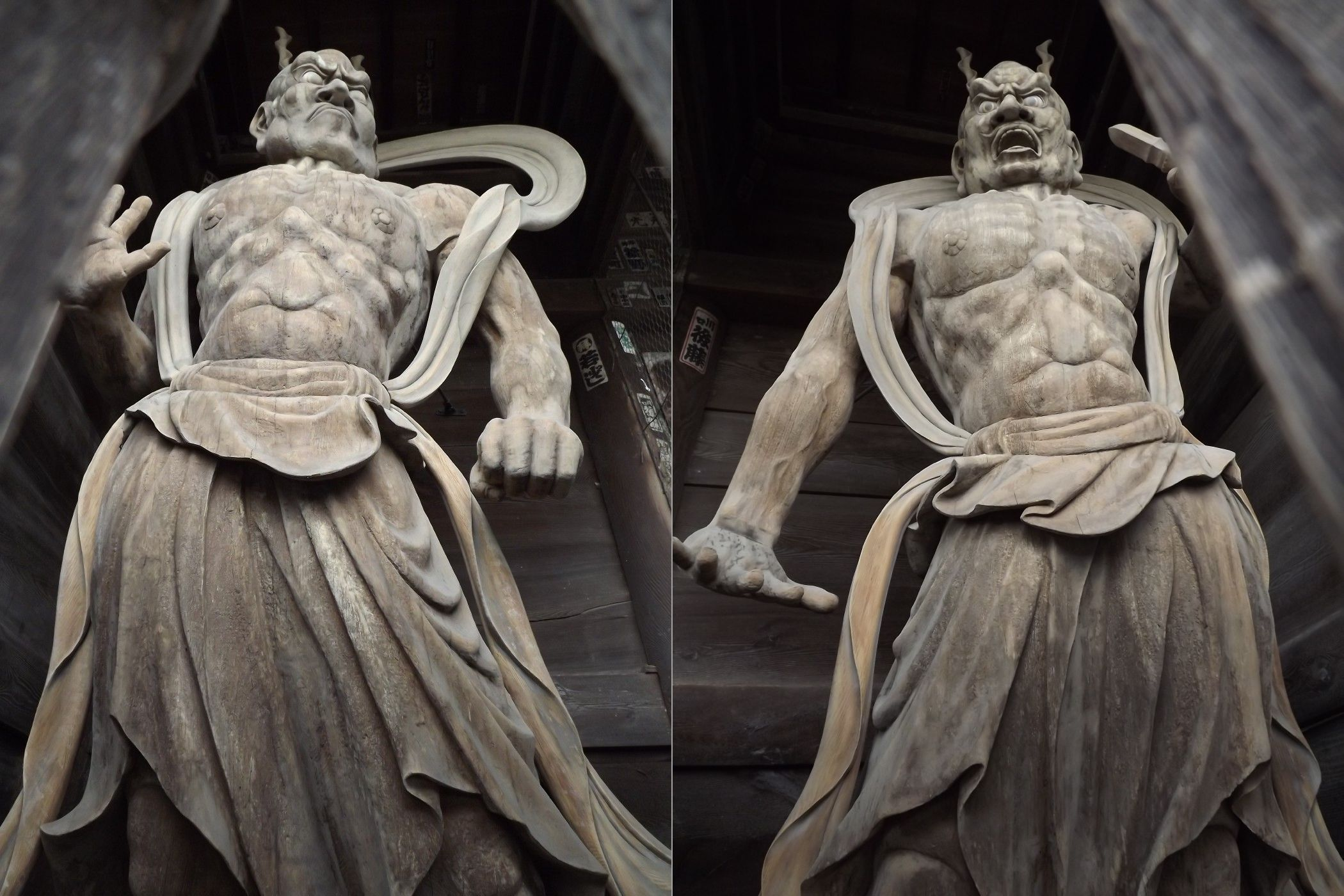
仁王像

伝承によれば、天平勝宝年間(749年 – 757年)に孝謙天皇の勅願を受けて恵明（えみょう）上人が開創、本尊として行基が刻んだ釈迦如来像を祀ったという。当初は法相宗であったが、空海（弘法大師）が伽藍を再興した際に真言宗に改宗したという。
平安時代中期の天台宗の僧空也が天徳年間（957年 – 960年）にこの寺に滞在し布教に努めた。建久3年（1192年）に源頼朝が堂宇を修復するが、応永23年（1416年）には兵火で焼失。河野通宣によって文明14年（1482年）に再建された。現在の本堂はそのときのものである。慶安2年（1649年）には大規模な修繕、昭和36年（1961年）には解体修理が行われている。
なお、本堂に置かれた厨子に巡礼者が書いた墨書落書きがあり、その最古のものに大永5年（1525年）の年号が見られる。
また、院号の「三蔵院」は、浄土宗の開祖・法然上人、第二祖・聖光上人、第三祖・良忠上人の自作像を安置していたことに因むが、1945年の出先での空襲で焼失している。

## 境内
- 山門（仁王門）：4月中旬には緑色の花びらの御衣黄桜が咲く。
- 本堂：向って右陣に空也上人立像を安置。

- 大師堂：大師像を拝観できる。
- 鐘楼
- 弁財天：山門から本堂への石段右にある。

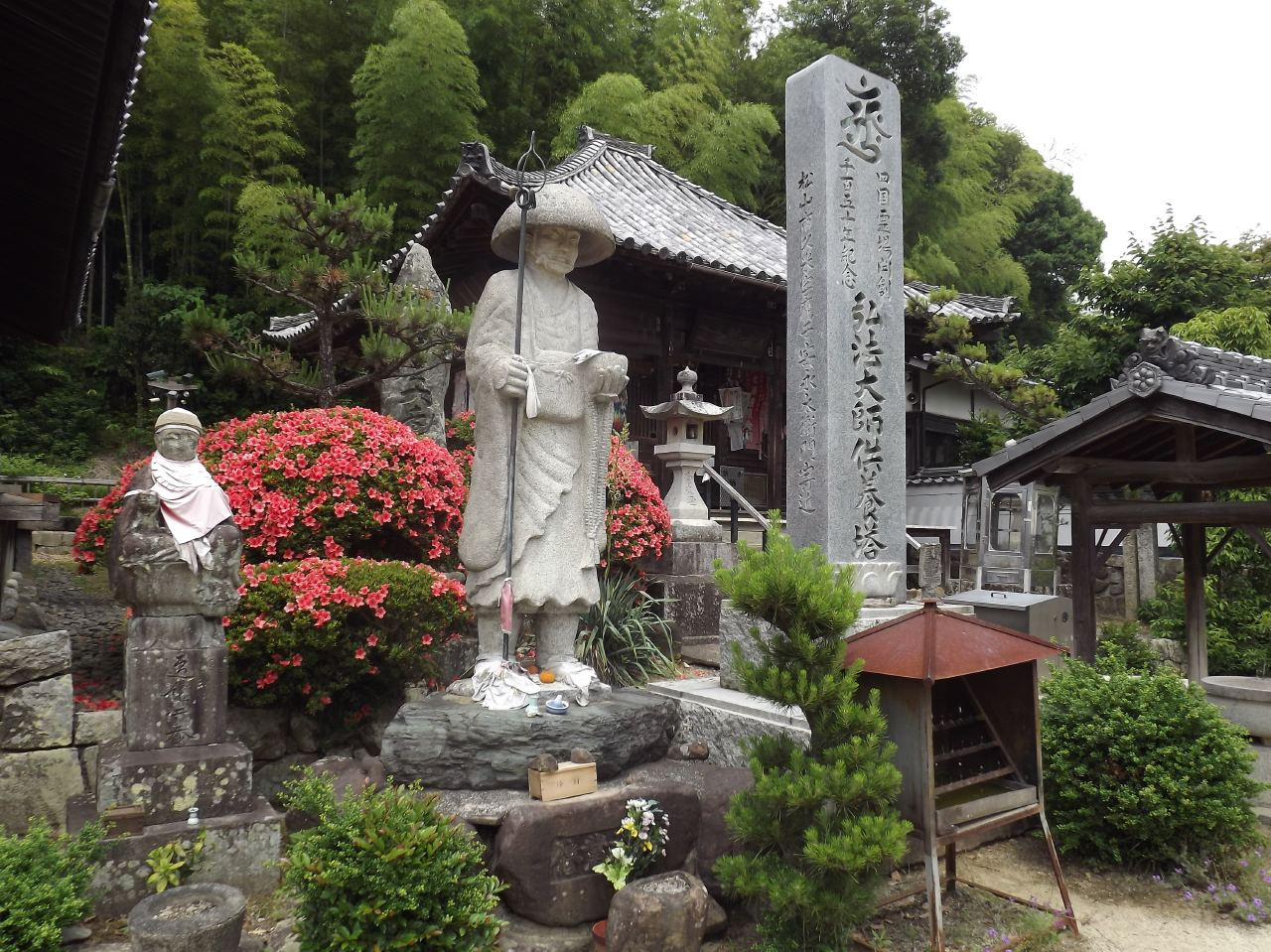
大師堂

- 阿弥陀堂：本堂の左にあり、賓頭盧像が外にいる。
- 愛染堂：阿弥陀堂の前にある。
- 茶堂
- 仏足石
- 句碑：正岡子規「霜月の空也は骨に生きにける」が本堂の壇に上がって右にあり、森白象「お遍路や杖を大師とたのみつゝ」が四脚門の手前右にある。なお、下記の奥之院牛之峰地蔵堂に向って右奥に森白象「子遍路の人なつかしきことあはれ」がある。
- 中門（四脚門）
- 七福神石像
- 納経所

石段を上って山門を入ると右手に手水場その後ろに弁財天、さらに石段を上って右に鐘楼があり、正面に本堂が建つ。本堂の左側に阿弥陀堂と愛染堂が、右側に大師堂がある。納経所は鐘楼の後ろにある門を入りずっと奥にある。
- 宿坊：なし
- 駐車場：20台、大型4台（駐車料金：普通車で100円）

## 文化財
国の史跡
- 伊予遍路道 浄土寺境内：2023年3月20日指定[2][3][4][5]。

重要文化財
- 本堂（附:厨子）文明16年（1484年）建立、昭和28年3月31日指定[1][6]
- 木造空也上人立像 - 彩色、玉眼、121.5 cm、鎌倉時代作、昭和2年9月18日指定[7]

松山市指定有形文化財
- 不動明王像 - 三尺不動といわれる、一木造り、像高94.4 cm、平安時代後期作、昭和62年5月26日指定、（光背と二童子は1756年の追補作）[8]

## 交通案内
鉄道
- 伊予鉄道 横河原線 - 久米駅 下車 (0.4 km)

バス
- 伊予鉄バス久米バス停・鷹の子温泉前バス停

道路
- 一般道：愛媛県道40号松山東部環状線 日尾八幡神社前 (0.2 km)
- 自動車道：松山自動車道 松山IC (1.9 km)

## 奥の院
牛之峰地蔵堂
本堂左から裏山に入って行くと山頂に地蔵菩薩が祀られている地蔵堂がある。後ろにはミニ八十八箇所があり、中央奥には石造大師像がブロック小屋に祀られている。
- 所在地：愛媛県松山市鷹子町1198 浄土寺公園内 （牛之峰地蔵堂）

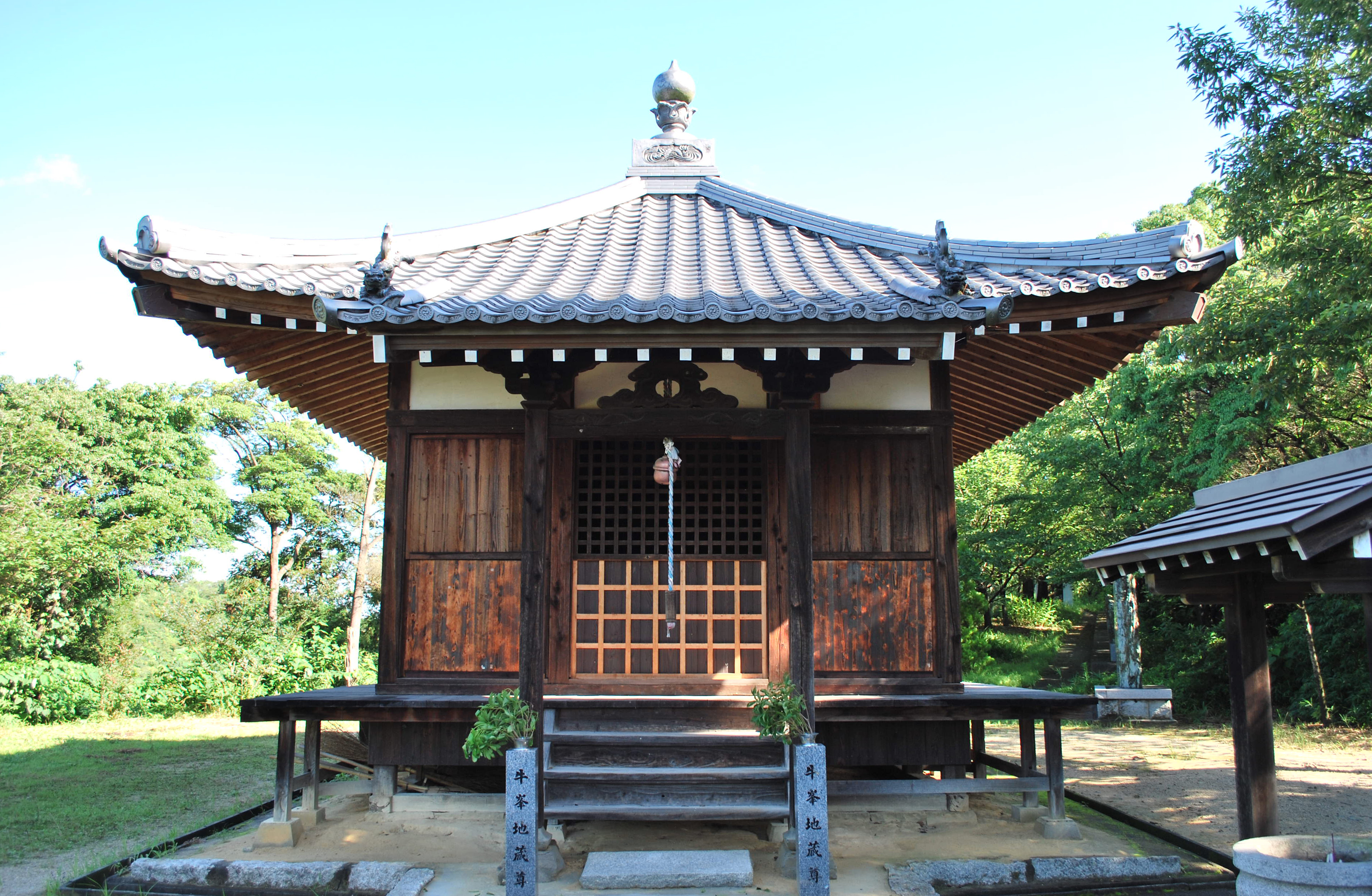
牛之峯地蔵堂
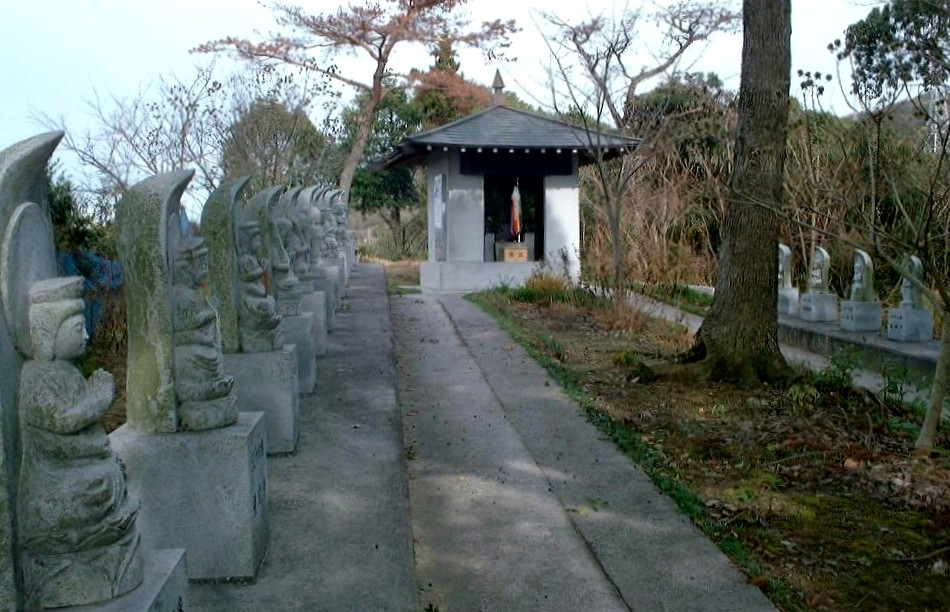
牛峯山四国八十八ヶ所石佛

## 前後の札所
四国八十八箇所
48 西林寺 --(3.2 km)-- 49 浄土寺 -- (1.7 km)-- 50 繁多寺
伊予十三仏霊場
1 大蓮寺 -- 2 浄土寺 -- 3 太山寺